# Тьемпо, Серхио Даниэль
Серхио Даниэль Тьемпо (исп. Sergio Daniel Tiempo; род. 24 февраля 1972, Каракас) — аргентинский пианист.
Сын и внук пианистов, Серхио Тьемпо впервые выступил по аргентинскому телевидению в 4-летнем возрасте, а уже в 8 лет был признан самым талантливым участником фестиваля юных исполнителей в Лондоне. В дальнейшем Тьемпо учился у различных педагогов (в том числе у Марии Курчо, Пьера Санкана, Нельсона Фрейре) в Великобритании, Франции и Бельгии, однако наибольшее внимание оказала на него Марта Аргерих — её же поддержке Тьемпо в значительной мере обязан ранним успехом своей международной карьеры. В 2000 г. Тьемпо выступил и в России, исполнив вместе с оркестром Владимира Спивакова «Виртуозы Москвы» 21-й концерт Моцарта (впрочем, критика отозвалась об этом выступлении весьма сдержанно). Тьемпо также часто выступает дуэтом со своей сестрой, пианисткой Карин Лехнер. Среди вызвавших наибольшее признание записей Тьемпо — «Ночной Гаспар» Равеля и прелюдии Шопена; альбом произведений Феликса Мендельсона был записан им с виолончелистом Мишей Майским.